# Joachim von Maltzan

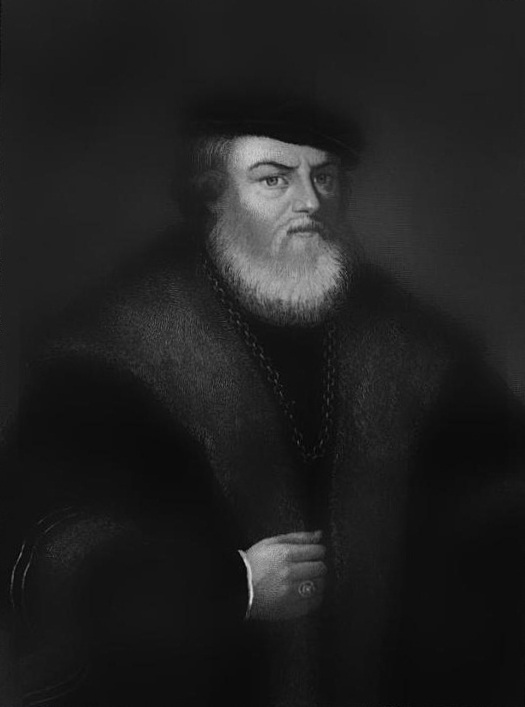
Joachim von Maltzan

Joachim von Maltzan (* 1492 auf Schloss Neuburg an der Stepenitz bei Wittenberge in der Mark Brandenburg; † 20. Januar 1556) war ein deutscher Freiherr und kaiserlicher Feldmarschall.

## Leben
Joachim von Maltzan war der älteste Sohn des mecklenburgischen Ritters Berend Maltzan († 1525) auf Wolde und dessen Ehefrau Gödel (Gundeline) von Alvensleben († 1537). Sein Großvater war der pommersche Erblandmarschall Joachim (Achim) von Maltzahn. 
Joachim von Maltzan wurde im Oktober 1504 zusammen mit seinem Bruder Ludolph an der Universität Leipzig immatrikuliert.
Im Herbst 1505 nahm Friedrich von Pfuel Joachim und seinen Bruder während der Fehde der Pfuels mit den mecklenburgischen Herzögen als Geiseln. Die beiden kamen erst zwei Jahre später wieder frei. Am 24. August 1507 wurde unter Vermittlung durch den brandenburgischen Kurfürsten Joachim I. Nestor die Fehde vertraglich beigelegt, unter anderem erhielt Friedrich von Pfuel 4500 Goldgulden.
Nach dem Studium weilte er kurze Zeit am baierischen Hof und trat dann in das Regiment Georg von Frundsbergs ein. Im Jahr 1512 trat Maltzan als Feldhauptmann unter dem Herzog von Mailand, Massimiliano Sforza, in den Dienst der Heiligen Liga. Im Juni 1513 trug er mit 6000 Schweizern wesentlich zum Sieg über die Franzosen in der Schlacht bei Novara bei. Auch während der Schlacht bei Marignano zeichnete sich Maltzan aus und errang damit die Aufmerksamkeit seines Gegners, des französischen Königs Franz I., der daraufhin für acht Jahre in dessen diplomatische Dienste trat. Nach der Gefangennahme des Königs in der Schlacht bei Pavia ging Maltzan auf die Güter Teplice und Graupen seines Vaters und trat in die Dienste König Ferdinands von Böhmen. Er nahm 1526 am Krieg gegen Johann Zápolya und bis 1543 als „Oberster Feldmarschall“ Ferdinands am Ungarischen Bürgerkrieg teil.
Ferdinand erhob Maltzan 1530 für seine Verdienste in den erblichen Freiherrenstand. Maltzan erhielt die Besitztümer Wartenberg in Schlesien und Penzlin in Mecklenburg.
1551 scheint Maltzan bei Ferdinand in Ungnade gefallen zu sein. Ihm wurde Schloss und Stadt Wartenberg entzogen und so begab sich Maltzan zurück in seine Heimat und trat in die diplomatischen Dienste des protestantischen Herzogs Johann Albrecht von Mecklenburg. Es ist zu vermuten, dass Maltzan maßgeblich am Vertrag von Torgau, dem Vertrag von Chambord und dem Passauer Vertrag mitgewirkt hat.

## Familie
Joachim von Maltzan war verheiratet mit Bernhardine von Wallenstein († 29. Dezember 1575) und hatte mit ihr sechs Kinder. Der älteste Sohn Johann Bernhard († 7. Mai 1569) wurde kaiserlicher Rat und Oberhauptmann der Fürstentümer Oppeln und Ratibor. Er heiratete Elisabeth Freiin von Lomnitz und Meseritz und hatte vier Kinder mit ihr. Deren jüngste Tochter Anna († 1583) heiratete 1573 Christoph von Auersperg (1550–1592), den ältesten Sohn Herbards von Auersperg.